# Ape Out
『Ape Out』（エイプ・アウト）は、アメリカのゲームソフト開発者ゲイブ・クジーロが開発し、Devolver Digitalより発売されたアクションゲーム（Beat 'em up）。SteamとNintendo Switch向けに配信されている。

## システム
本作は檻から脱走したゴリラが人間たちを倒しながら出口を求める様子を描いたアクションゲームである。
本作の画面構成は『ホットライン・マイアミ』のような見下ろし型だが、キャラクターやオブジェクトはすべて単色のシルエットで描かれている。
本作の主人公であるゴリラは攻撃した人間を一瞬で肉塊にするほどの怪力を持つ一方、押すとつかむの二つのアクションしかできない上、数発の銃弾で死亡する。
このため、警備の手薄なルートを選択したり、破壊した壁や扉などで人間からの攻撃を防御したり、捕らえた人間を盾にして銃を乱射させる戦法をとる必要がある。
各ステージは架空のレコードアルバムという設定であり、ステージの前半（A面）と後半（B面）の間には、レコードを裏返す演出がとられている。これに関連して本作のBGMはフリージャズ調のドラムが用いられており、ゴリラが人間を倒す際にシンバルなどの楽器が鳴り、ジャズセッションを繰り広げられているような音楽となる。
なお、本作のステージは自動生成されるため、主人公が死亡する度にマップの構成が若干変化し、死亡時には主人公がたどってきた道が表示される。

## 開発
本作は『FOILED』などの製作で知られるゲイブ・クジーロによって開発され、開発作業は2014年に開始された。
開発した当初はアート性のある内容ではなかったが、ベネット・フォディからゴリラを単色のシルエットにしてはどうかというアドバイスを受けたことにより、現在のような形になった。
ゲームの展開に合わせて音楽を変化させるという手法は、『Everyday Shooter』からヒントを得ており、クジーロがGamesIndustry.bizに語ったところによると、プレイヤーが敵を倒したときにシンバルを鳴らすという演出は、ハーモニクスの元スタッフであるマット・ボッシュ（Matt Boch）の協力によって実現したとされている。

### 販売
2017年に開かれたPAX EAST 2017では同年内に発売予定とされ、プレイアブルトレイラーの配信も行われたが、その後2019年2月7日発売予定とアナウンスされ、最終的には2019年2月28日にSwitch版が、3月1日にSteam版がそれぞれ発売された。

## 評価
IGNのまきちゃんは、本作の破壊的な暴力表現を評価し、特にゴリラが人間をつかむ動作を取り入れたことを評価した。
4Gamer.netのgingerは「ハイペースで死と復活を繰り返していくうちに，気づけばどっぷりとこの暴力的な世界にのめり込んでいるという，中毒性の高いゲームに仕上がっているのだ。」と評価し、電撃オンラインのまさんも同様の評価を寄せている。

### 受賞
- 英国アカデミー賞 Audio Achievement部門 - 受賞[6]